# آلن مک لیری
آلن مک لیری (انگلیسی: Alan McLeary؛ زادهٔ ۶ اکتبر ۱۹۶۴) بازیکن فوتبال اهل بریتانیا است.
از باشگاه‌هایی که در آن بازی کرده‌است می‌توان به باشگاه فوتبال چارلتون اتلتیک، باشگاه فوتبال شفیلد یونایتد، باشگاه فوتبال میلوال، باشگاه فوتبال ویمبلدون، و باشگاه فوتبال بریستول سیتی اشاره کرد.